# Anders R. Olsson
Anders Rolf Olsson, född 17 januari 1953 i Sollentuna, död 22 september 2012, var en svensk journalist och författare med yttrandefrihet som specialistämne.

## Biografi
Olsson utbildade sig på journalistlinjen vid Stockholms universitet 1978-1979, varefter han arbetade som nyhetsreporter för bland annat TT. Han var lektor i medierätt och grävande journalistik på JMK och 1989 anställdes han som kanslichef på Föreningen Grävande Journalister. Från 1995 fram till sin död 2012 var han verksam som fri skribent och författare, och ansågs vara en av Sveriges namnkunnigare journalister inom områden som medborgerliga fri- och rättigheter, yttrandefrihet och integritetsfrågor. År 2000 tilldelades han Sveriges Advokatsamfunds journalistpris och 2004 Söderbergska stiftelsernas journalistpris i juridik. Anders R Olsson medverkade flitigt i dagstidningar som Sydsvenskan, facktidskrifter som Journalisten, Medievärlden och Tidskrift för Folkets Rättigheter och i P1-programmet OBS Kulturkvarten.